# Promecilla
Promecilla Andre, 1903 — род ос-немок из подсемейства Mutillinae.

## Распространение
Индо-Малайская область. Палеарктика (2 вида). Для СССР указывался 1 вид из Средней Азии. 

## Описание
Как правило, мелкие пушистые осы (6-13). Брюшко часто металлически синее или чёрное. Грудь очень длинная. Пигидальное поле не развито. У самцов 13-члениковые усики, у самок — 12-члениковые. Тело в густых волосках. Самка осы пробирается в чужое гнездо и откладывает яйца на личинок хозяина, которыми кормятся их собственные личинки.

## Систематика
Около 20 видов.
- Promecilla primana Skorikov, 1935 — Средняя Азия
- Другие виды